# El Palmar Grande
El Palmar Grande es una localidad del estado mexicano de Chiapas. Es parte del municipio de Siltepec.

## Demografía
| Gráfica de evolución demográfica |
|                                  |

| Censo | Población |
| ----- | --------- |
| 1910  | 146       |
| 1921  | 204       |
| 1930  | 590       |
| 1940  | 839       |
| 1950  | 1026      |
| 1960  | 956       |
| 1970  | 1 305     |
| 1980  | 1 204     |
| 1990  | 1 121     |
| 2000  | 1 469     |
| 2010  | 1 127     |
| 2020  | 1 466     |